# Emanuel Stickelberger

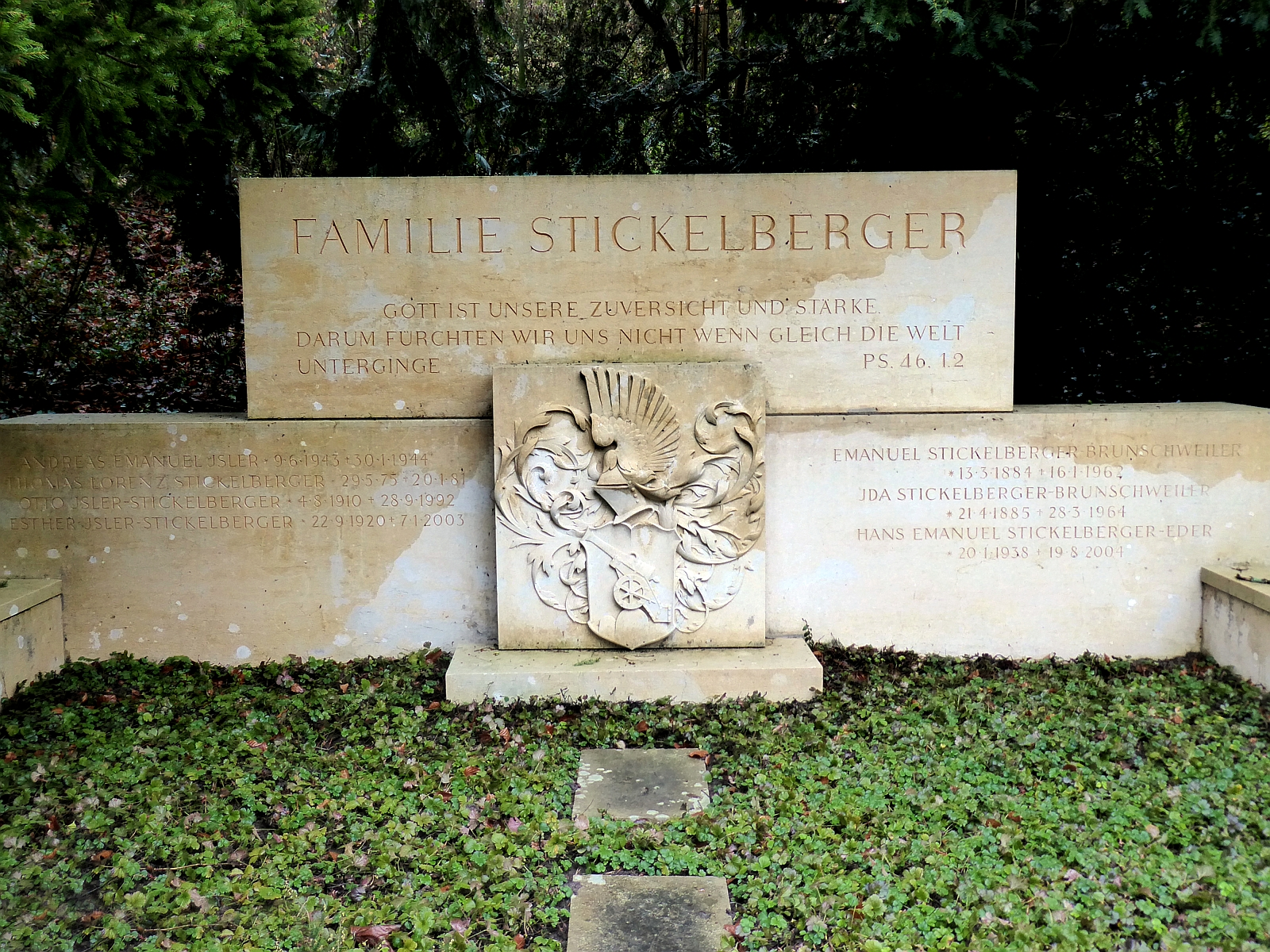
Familiengrab auf dem Friedhof am Hörnli, Riehen, Basel-Stadt

Plakat von Otto Plattner für einen Dichter-Abend mit Emanuel Stickelberger im Stadtcasino Basel, 1920

Plakat von Burkhard Mangold zum Gedenkspiel zur Erinnerung an die Basler Reformation, 1929

Emanuel Stickelberger (* 13. März 1884 in Alassio; † 16. Januar 1962 in St. Gallen) war ein Schweizer Unternehmer und Schriftsteller.

## Leben
Emanuel Stickelberger war Sohn eines Bankdirektors. Er besuchte das Gymnasium in Locarno und die Handelsschulen von Bellinzona und Neuenburg. Er wurde im Jahr 1900 Angestellter der Gesellschaft für Chemische Industrie. 1909 gründete er in Basel und in Haltingen eigene chemische Werke, deren Erfindungen weithin bekannt wurden.
Von 1901 bis 1907 präsidierte er in Basel den ersten Schweizer Exlibris-Verein namens «Ex Libris-Club Basilea» und gab dessen Jahrbücher heraus. Ab 1926 widmete sich Stickelberger ganz der Schriftstellerei. 
Ab 1932 war er Vorsitzender und ab 1944 Ehrenpräsident des von ihm mitbegründeten Deutsch-schweizerischen PEN-Clubs, ab 1937 auch Ehrenmitglied des Internationalen PEN-Clubs. Von 1943 an war er Präsident der Schweizerischen Bibliophilen-Gesellschaft, deren Organ Stultifera Navis er 1944 gründete und bis 1957 leitete. 
Stickelberger erwarb noch vor dem Zweiten Weltkrieg von Henry van de Velde das «Schlössli» in Uttwil. Dort 
gewährte er dem Schriftsteller Paul Ilg aus Salenstein einige Jahre Wohnrecht. Zusammen mit Ilg und Walter Kern gründete er einen literarischen Club, der sich einmal wöchentlich im Restaurant  «Bad Uttwil» an der Schifflände traf.
Stickelberger verfasste in der Tradition der schweizerischen Realisten, namentlich von Conrad Ferdinand Meyer, vorwiegend historische Romane und Erzählungen, daneben auch dramatische und lyrische Werke sowie historische Sachbücher. Seine letzte Ruhestätte fand er auf dem Friedhof am Hörnli in Basel.

## Auszeichnungen
- 1957 Johann-Peter-Hebel-Preis

## Werke

### Sachbücher
- Das Ex Libris in der Schweiz und in Deutschland, 1904
- Schweizer Soldatenleben, Biel 1907
- Versuch einer Geschichte der Gerberei, Berlin 1915
- Konrad Widerhold. Eine Hohentwieler Geschichte, 1917
- Reformation. Ein Heldenbuch, 1928; Reprint 2003, ISBN 3-928936-70-0
- Deutschschweizerische Reformatoren, 1932
- Die verborgene Hand. Schattenrisse zur Geschichte, 1932
- Heisst ein Haus zum Schweizerdegen. Tausend Jahre deutschschweizerischen Geisteslebens (2 Bände), 1939
- Der Grossmajor von Cully. Ein Bild zur Schweizergeschichte, Frauenfeld 1948
- Dichter im Alltag. Bilder zu einer unbekümmerten Literaturgeschichte, 1932
- Schweizerwein. Jahresgabe des Verfassers, 1945
- Der Appenzellerzug 1406, vom Verfasser vollständig umgearbeitete Auflage 1956
- Gedenktage des Geschlechts Stickelberger von Basel. Als Ergänzung der Familienchronik seinen Kindern und Enkeln zum Nachführen übergeben von Emanuel 7. Stickelberger, 1957
- Johann Joachim Brunschweiler in Hauptwil, 1960 (e-periodica.ch)
- Uttwil im Spiegel seiner Vergangenheit, 1960
- Herkunft und Lebensfrühe. Ein nachgelassenes Fragment, 1962

### Prosawerke (Auswahl)
- Hans Waldmanns letzte Tage. Eine Episode aus der Schweizergeschichte. Novelle, 1915
- Konrad Widerholt. Roman, 1917
- Der Stein der Weisen. Eine Kaufmannsgeschichte aus dem alten Basel, 1921
- Des Kranichs Ende • Inimicos vestros diligite. Zwei geschichtliche Novellen, ca. 1921
- Der Kampf mit dem Toten. Mären und Geschichten, 1922
- Ferrantes Gast. Neue Mären und Geschichten (Ferrantes Gast – Der Ehehandel der Margret Zelgerin – Hans Waldmann – Tulpenglück – Der Liebestraum des Polyphilos), 1924
- Zwingli. Roman, 1925
- Bluthochzeit. Historische Erzählung, 1928
  - Neuausgabe mit einem autobiographischen Nachwort, Stuttgart 1943
- Der Liebestraum des Polyphilos. Novelle, 1924, 1929, 1943, 1951
- Der graue Bischof. Ein historischer Roman, 1930, 1931, 1937, 1940, 1943
- Das glückhafte Niesen • Inimicos vestros diligite. Zwei Novellen, Stuttgart 1931
- Calvin. Eine Darstellung, 1931; Reprint 2001, ISBN 3-928936-42-5
- Die verborgene Hand. Schattenrisse zur Geschichte. 12 Erzählungen, 1932
- Zwischen Kaiser und Papst. Ein Roman um Arnold von Brescia, 1934
  - Neuausgabe  mit dem Titel Der Magdalenenritter. Ein Roman um Arnold von Brescia, 1948
- Im Widerschein. Neun Novellen, 1936
- Der Reiter auf dem fahlen Pferd. Ein Buch vom Mongolen Dschingis-Khan und seinem abendländischen Gegenspieler. Roman, 1937, 1938, 1940, 1941, 1950, 1951, 1956, 1963
- Die Holbein-Trilogie:
  - Der Mann mit den zwei Seelen, 1942
  - Holbein in England, 1944
  - Künstler und König. Ein Holbein-Roman, 1946
- Der Späher im Escorial • Der junge Löwe. 2 Novellen, 1944
- Der Ehehandel der Margret Zelgerin • Dat is mijn paard. Zwei Erzählungen, 1944
- Fuerteventura. Erzählung von den Kanarischen Inseln, 1954
- Das Wunder von Leyden. Eine vergessene Mär von Herzeleid, Seelenfrühling und Glockenspiel. Roman, 1956
- Das Licht leuchtet in der Finsternis. Erzählung, Kassel 1963
- Tod und Künstler • Der Tobius • Vor dem Sturm. Historische Erzählungen, o. J.

### Lyrik
- Gedichte, 1929
- Neue Gedichte, 1947
- Lebendige Landschaft. Drei Gedichte, 1950
- Liebet eure Feinde, Inimicos vestros diligite – Ich aber sage euch!, 1954

### Theaterstücke
- Ein Gedenkspiel zur 400jährigen Jubelfeier der Basler Reformation, 1929
- Tile Kolup. Eine Bettlerkomödie in 12 Bildern, 1934
- Basels Eintritt in den Bund. Entwurf zu einem Festspiel, 1950
- Gott half uns by dem rechten stan. Ein kleines Festspiel zur fünfhundertjährigen Zugehörigkeit des Thurgaus zur Eidgenossenschaft. Musik von Otto Kreis, Frauenfeld 1960

### Auswahlband und Werkausgabe
- Im Hochhus. Eine Lese aus Werken von Emanuel Stickelberger. Herausgegeben zum 50. Geburtstage des Dichters, 1934
- Gesammelte Werke in 12 Einzelbänden. Huber, Frauenfeld 1947–1953